# Fräulein Huser
Fräulein Huser ist ein schweizerischer Spielfilm aus dem Jahre 1940 von Leonard Steckel. Die Titelrolle spielt Trudi Stössel. Dem Film liegt der Frauen- und Liebesroman Im Namen der Liebe von Rösy von Känel zugrunde.

## Handlung
Irene Hauser alias «Reni Huser» ist eine junge Zürcher Schneiderin und entstammt einem sehr kleinbürgerlich-engen Milieu. Sie steht im Dienst des Modesalons «Maison Marion». Als sie eines Abends von ihrem Arbeitsplatz nach Hause heimgehen will, wird sie von einem Auto angefahren. Die scheue junge Frau hasst nichts mehr, als im Zentrum öffentlicher Aufmerksamkeit zu stehen, und so flüchtet sich Irene vor den sich zusammenrottenden Passanten in das Fahrzeug des Unfallverursachers. Sie bittet den Fahrer inständig darum, augenblicklich loszufahren. Hinter dem Steuer sitzt ein Herr mittleren Alters, der verheiratete Fabrikant Peter Frank. Dem gefällt die junge Frau gut und er ist einer Affäre nicht abgeneigt. In den folgenden Tagen fährt Frank Irene jeden Abend vom Modesalon zu ihr nach Hause.
Fräulein Hauser lässt sich zunächst auf diese Affäre ein, aber nur solange, bis sie erfährt, dass Peter Frank nicht frei ist und einen fast erwachsenen Sohn hat. Zu allem Überfluss ist Frau Frank auch noch eine gute Kundin des Modesalons. Irene will Peter daraufhin wieder loswerden, doch der erweist sich als äusserst anhänglich. Er überredet Fräulein Hauser, mit ihr einige Tage in einem Genfer Hotel zu verbringen. Hier verspricht er seiner Geliebten, dass er sich von seiner Gattin scheiden lassen wolle. Doch Frau Frank macht Druck. Auch meldet sich das Gewissen eines Tages bei der bislang sehr sittsam und treu nach moralischen Prinzipien lebenden Irene. Als sich auch noch ihr erzkonservativer Vater zu Wort meldet und von der «Heiligkeit der Ehe» schwadroniert, die man nicht beschmutzen oder zerstören dürfe, entflieht Irene panikartig der Enge ihres Elternhauses. Durcheinander streift Fräulein Huser durch das nächtliche Zürich und spielt kurz mit dem Gedanken, sich das Leben zu nehmen. Am nächsten Tag kehrt sie an ihren Arbeitsplatz zurück mit der festen Absicht, Peter nie mehr wieder zu sehen.

## Produktionsnotizen
Die Dreharbeiten fanden von Februar bis März 1940 im Filmstudio Rosenhof (Atelieraufnahmen) sowie in Zürich und Genf statt. Die Uraufführung erfolgte am 16. April 1940 in Zürich, eine deutsche Premiere gab es nicht. Für die Regie war der Hausregisseur der Praesens-Film, Leopold Lindtberg, vorgesehen, doch verweigerte er sich diesem Filmprojekt.

## Wissenswertes
Fräulein Huser warb mit dem Slogan: «Der erste Schweizerfilm, der ernsthaft die Probleme der Liebe behandelt». Es war Lazar Wechslers Versuch, nach den «harten Männerstoffen» Füsilier Wipf und Wachtmeister Studer so etwas wie einen «Frauenfilm», also ein Kinostück speziell für das weibliche Publikum, zu schaffen. Da bot sich der sentimentale Liebesroman Im Namen der Liebe einer Schweizer Lokalautorin aus dem Aargau an, der sich nach seinem Erscheinen 1938 in der Schweiz insgesamt 23'000 Mal verkauft hatte und somit als Bestseller galt. Schriftstellerin Rösy von Känel war auch Radiohörerinnen bekannt: Sie moderierte eine Sendung, die sich mit Fragen des Ehelebens befasste.

## Kritiken
Der Film erwies sich als finanzielles wie künstlerisches Fiasko. Viele an dieser Produktion Beteiligte distanzierten sich später von Fräulein Huser. Die Hauptdarstellerin Trudi Stössel bekam danach kein Filmangebot mehr. Die katholische Presse soll das künstliche, aufgesetzt wirkende Happyend getadelt haben, die bürgerliche Presse kritisierte das als banal empfundene Thema in einer solch brisanten Zeit, und in der politischen linken Presse wurde über Fräulein Huser Spott angesichts allerorten ausgemachter Einfalt ausgegossen.
In Hervé Dumonts Die Geschichte des Schweizer Films heisst es: «Steckel verfügt nicht über die Doppelbödigkeit seines Kollegen Lindtberg, da seine Auffassung von Schauspiel erbarmungslos an die Bretter gebunden ist. Von seinem ersten Film an zeigt der Regisseur, dass er zwar aus seinen Darstellern ausgezeichnete Leistungen herauszuholen vermag, ihm aber Kamera und Montage fremd bleiben».
Im Lexikon des Internationalen Films heisst es: «Melodramatischer Liebesfilm in restaurierter Fassung, gedreht nach einem damaligen Erfolgsroman. Seinerzeit enttäuschte der Film künstlerisch und finanziell; die zeitgenössische Kritik warf ihm vor, die Vorlage zu stark geglättet zu haben.»